# KWS Saat
Die KWS Saat SE & Co. KGaA ist ein börsennotiertes Pflanzenzüchtungs- und Biotechnologie-Unternehmen. KWS ist weltweit einer der größten Saatguthersteller. Zum Kerngeschäft gehören die Züchtung und der Vertrieb von Saatgut für Zuckerrüben, Mais, Getreide und Gemüse. KWS war im Geschäftsjahr 2023/24 mit rund 5.000 Mitarbeitern in über siebzig Ländern aktiv. Das Unternehmen wurde 1856 in Klein Wanzleben bei Magdeburg gegründet; Hauptsitz heute ist in Einbeck (Niedersachsen). 

## Geschichte

Aktie über 1000 RM der Rabbethge & Giesecke AG vom Januar 1938

Chronologie der Namensänderungen
| Jahr | Name                                                           |
| ---- | -------------------------------------------------------------- |
| 1856 | Rabbethge, Giesecke & Reinecke OHG                             |
| 1864 | Rabbethge & Giesecke OHG                                       |
| 1885 | Zuckerfabrik Kleinwanzleben vormals Rabbethge & Giesecke AG    |
| 1937 | Rabbethge & Giesecke AG                                        |
| 1946 | Auffangfirma Rabbethge & Giesecke Saatzucht GmbH               |
| 1951 | Kleinwanzlebener Saatzucht vormals Rabbethge & Giesecke AG     |
| 1975 | KWS Kleinwanzlebener Saatzucht AG vormals Rabbethge & Giesecke |
| 1999 | KWS Saat AG (seit 1.7.1999)                                    |
| 2015 | KWS Saat AG wird zur KWS Saat SE                               |
| 2019 | KWS Saat SE zu KWS Saat SE & Co. KGaA                          |

### Beginn als Zuckerfabrik
Die Zuckerfabrik Klein Wanzleben wurde 1838 als Aktiengesellschaft von 19 Bauern, Handwerkern und Gastwirten gegründet. 1847 erwarb der deutsche Zuckerrübenzüchter Matthias Christian Rabbethge einen Hof, zu dem auch ein Aktienanteil gehörte. Rabbethge kaufte nach und nach fast alle Aktien auf. Die Fabrik expandierte und konnte 1888 etwa 400 Tonnen, nach 1904 sogar 1.000 Tonnen Rüben pro Tag verarbeiten. Sie betrieb von 1898 bis 1955 ein umfangreiches Netz von Feldbahnen, das auch bis zum Bahnhof Dreileben-Drackenstedt reichte. Nach der Wende von 1989 wurden die alten Fabrikanlagen ab 1991 abgerissen.

### Aufbau der Saatzucht

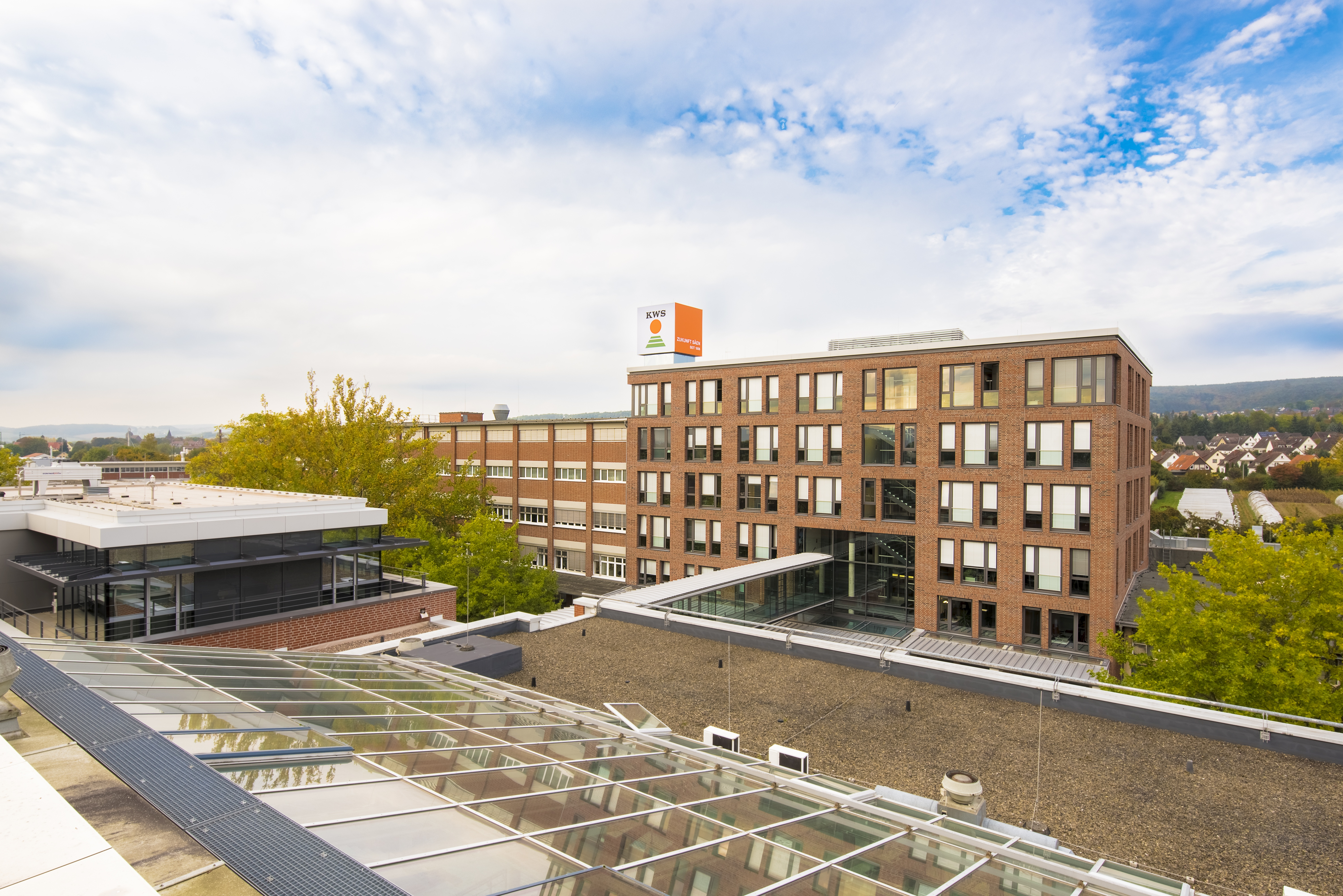
Firmengelände der KWS Saat SE & Co. KGaA in Einbeck

Das Saatzuchtunternehmen wurde im Jahr 1856 von Matthias Christian Rabbethge gegründet. Im selben Jahr gründeten er und sein zukünftiger Schwiegersohn Julius Giesecke eine offene Handelsgesellschaft (OHG) mit dem Namen Rabbethge & Giesecke OHG. Der auf Zuckerrübensaatgut spezialisierte Betrieb wurde bereits 1885 in eine Aktiengesellschaft unter dem neuen Namen „Zuckerfabrik Kleinwanzleben“ umgewandelt. Im Jahr 1900 boomte der Zuckermarkt: Die Produktionsanlagen wuchsen und die Erfolgskurve des Unternehmens zeigt steil nach oben. Die erste internationale Außenstelle in der ukrainischen Stadt Winnyzja wurde 1900 eröffnet, dem damals größten Zuckerrübenanbaugebiet der Welt. In den folgenden Jahren reagierte KWS auf wirtschaftliche Einbußen im Ersten Weltkrieg und auf die Enteignung des Tochterunternehmens in der Ukraine mit einer Diversifizierung des Saatgutgeschäfts. Anfang der 1920er-Jahre begann zunächst die Futterrübenzüchtung, kurz darauf folgten Getreide und Kartoffeln. 1920 wurde das Sortiment durch die Aufnahme der Getreide-, Futterrüben- und Kartoffelzüchtung verbreitert.
Nach dem Zweiten Weltkrieg kam es zu einem Neubeginn in Einbeck, nachdem die Familien Rabbethge und Giesecke mit 60 Tonnen Elitesaatgut nach Einbeck verbracht wurden. Dazu wurden die wichtigsten Mitarbeiter vom 18. bis zum 21. Juni 1945 mitsamt ihren Familien in einer gut organisierten militärischen Aktion in die britische Zone nach Einbeck gebracht, noch bevor die ersten sowjetischen Besatzungstruppen am 1. Juli 1945 Klein Wanzleben erreichten. Das Unternehmen kam dank der führenden Zuckerrübensorte „Kleinwanzlebener E“ schnell wieder in die Erfolgsspur und begann seine Auslandsbeziehungen zu reaktivieren. Ab 1951 trug das Unternehmen den Namen Kleinwanzlebener Saatzucht vormals Rabbethge & Giesecke AG und erweiterte sein Züchtungsprogramm um Mais-, Futter-, Öl- und Eiweißpflanzen, darunter auch Raps und Sonnenblumen. Ab 1956 entstanden Tochter- und Beteiligungsgesellschaften in Europa, Nord- und Südamerika, Asien und Nordafrika. 1975 wurde der Name noch einmal geändert in KWS Kleinwanzlebener Saatzucht AG vormals Rabbethge & Giesecke und am 1. Juli 1999 wurde das Unternehmen in KWS SAAT AG umbenannt. Im Frühjahr 2015 wurde die KWS Saat AG zu einer europäischen Aktiengesellschaft (SE) umfirmiert. Anfang Juli 2019 vollzog KWS einen Rechtsformwechsel in KWS SAAT SE & Co. KGaA.

### Zukäufe
In den 1950er Jahren begann die KWS ihre Geschäftsaktivitäten in west- und südeuropäischen Ländern auszubreiten. Zur gleichen Zeit verstärkte das Unternehmen auch seine Tätigkeiten auf dem amerikanischen Zuckerrübenmarkt. Seit 1956 gründet KWS Tochter- und Beteiligungsgesellschaften in Europa und Übersee und eröffnet Auslandsvertretungen, z. B. in der Türkei und in Chile. In den folgenden Jahrzehnten baute das Unternehmen systematisch seine Präsenz in der gemäßigten Klimazonen aus. KWS züchtete in ihrer Tochtergesellschaft Peragis seit den 1920er Jahren Weizen und Gerste. 1964 war die Peragis mit der Saatzucht Heine zur Heine-Peragis in Einbeck zusammengeführt worden.
1968 erwarb das Unternehmen die Anteile der Erben Krupp, der Farbwerke Hoechst und einen Teil der Anteile der Dresdner Bank an der Lochow-Petkus GmbH. Somit kaufte das Unternehmen gut 54 % des Gesamtkapitals des Unternehmens, das sich auf Getreidezüchtung spezialisierte. Die restlichen Anteile der Dresdner Bank (27 %) wurden von dem Bankdirektor Hans Rinn übernommen. Carl-Ernst Büchting wurde als Vertreter der KWS der neue Vorsitzende des Verwaltungsrates der Lochow-Petkus GmbH. Mit der Übernahme des größten deutschen Getreidezüchtungsunternehmens intensivierte KWS seine Aktivitäten in diesem Bereich. 
1975 erwarb das Unternehmen die Anteile der Familie Rinn an der Lochow-Petkus GmbH und hält seit dem rund 81 % der Geschäftsanteile; die restlichen 19 % sind im Besitz von Nachfahren Ferdinand von Lochows.
Auf die rasanten Fortschritte in der Molekularbiologie reagierte KWS 1984 mit der Gründung der PLANTAGE Angewandte Pflanzengenetik und Biotechnologie. In den 1990er Jahren erwarb das Unternehmen die argentinische Pflanzenzuchtfirma Trebol Sur, die im Jahre 1997 in KWS Argentina umbenannt wurde. Im Jahre 2000 gründeten KWS und die französische Pflanzenzüchtungsfirma Limagrain das Joint Venture AgReliant, um die Maiszüchtung in den USA voranzutreiben.
2003 kam es zur Gründung von KWS Türk, um die Saatgutdistribution in Nordafrika (Marokko, Tunesien, Libyen und Ägypten) und im Nahen Osten (Iran, Irak, und Libanon) zu verbessern.
Im Jahr 2008 erfolgte die Umbenennung der Lochow-Petkus GmbH in KWS Lochow sowie der Tochtergesellschaften in Polen und Großbritannien in KWS Lochow Polska und KWS UK. Außerdem gründeten KWS und das niederländische Unternehmen Van Rijn Group im Jahr 2008 ein 50/50 Joint Venture, das sich auf Kartoffelzüchtung spezialisiert. Im April 2011 erwarb KWS den restlichen Anteil und errichtete die Tochtergesellschaft KWS Potato. Im September 2011 kam es zu einem Joint Venture mit dem chinesischen Unternehmen Kenfeng. Beide Unternehmen fokussierten sich auf die Produktion und den Vertrieb von Maissaatgut in China. 
Im Juni 2012 erwarb das Unternehmen die brasilianischen Züchtungsgesellschaften Semília und Delta. Die beiden Gesellschaften wurden zum 1. Juli 2012 in der KWS Brasil Pesquisa & Sementes LTDA zusammengeführt. Im Juli 2012 erwarb KWS zudem eine Mehrheitsbeteiligung an dem Unternehmen Riber, das sich im brasilianischen Bundesland Minas Gerais befindet. Riber–KWS Sementes, wie der neue Name der Gesellschaft lautete, konzentrierte sich auf den brasilianischen Markt und vor allem gentechnisch veränderte Mais- und Sojasorten.
Zum 1. Juli 2019 vollzog KWS mit der Akquisition des niederländischen Unternehmens Pop Vriend Seeds den Einstieg in das Geschäft mit Gemüsesaatgut. KWS will mittelfristig ein führender Anbieter von Gemüsesaatgut werden. Pop Vriend Seeds (PV) wurde ab dem 1. Oktober 2024 zu KWS Vegetables Netherlands B.V. umfirmiert. 
Ab 2024 konzentriert sich KWS verstärkt auf die Kulturartenvielfalt und profitables Wachstum und trennt sich vom Maisgeschäft in Südamerika und China.

## Aktuelle Produkte
Die Schwerpunkte der Entwicklung, der Produktion und des Vertriebs liegen bei Saatgut für Zuckerrüben, Mais, Getreide und Gemüse. Daneben hat KWS weitere Kulturarten, wie zum Beispiel Sonnenblumen, Sorghum und Zwischenfrüchte im Programm.

## Anteilseigner
| Anteil | Anteilseigner                              |
| ------ | ------------------------------------------ |
| 53,9 % | Familien Büchting / Arend Oetker / Tessner |
| 15,4 % | Tessner Beteiligungs GmbH                  |
| 30,7 % | Streubesitz                                |

Stand: Oktober 2024
Das Unternehmen ist seit 1954 an den Börsen Hamburg-Hannover und seit Juni 2006 im SDAX der Frankfurter Wertpapierbörse notiert. Daneben sind die Aktien im niedersächsischen Aktienindex Nisax20 notiert.

## Forschung
Das Unternehmen investiert jährlich durchschnittlich rund 19 % vom Umsatz in Forschung und Entwicklung, um neue Saatgutsorten zu entwickeln, die auf die Anforderungen der Landwirtschaft, klimatische Bedingungen und geologische Begebenheiten angepasst sind. 
Dazu nutzt KWS verschiedene Züchtungsmethoden, wie beispielsweise Kreuzung und Selektion, Linien- und Hybridzüchtung, Phänotypisierung Marker, Gentechnik und Genome Editing.

## Bibliographie
- Detlef Diestel: Die Zuckerfabrik Klein Wanzleben von Gründung bis 1917/18. In: Landwirtschaft und Kapitalismus. Bd. 1, Teil 2, Akademie-Verlag, Berlin 1978. S. 63–90.
- Betina Meißner: Erfolg kann man säen – 150 Jahre KWS. Wallstein Verlag, Göttingen 2007, ISBN 978-3-8353-0161-0, S. 90 f.